# شترالندورف
شترالندورف (به آلمانی: Stralendorf) یک شهر در آلمان است که در لودویگسلوست-پارشیم واقع شده‌است. شترالندورف ۱٬۴۷۴ نفر جمعیت دارد.